# Ярослав Гунька
Ярослав Гунька (нар. 19 березня 1925, Урмань, Тернопільське воєводство) — вояк 14-ї гренадерської дивізії Ваффен СС «Галичина», український громадський діяч діаспори, меценат, Почесний громадянин міста Бережани Тернопільської області.

## Життєпис
Народився в селі Урмань у часи Другої Польської Республіки (нині Україна) приблизно у 1925 році.
До червня 1943 року навчався у Бережанській гімназії. У цьому ж році пішов добровольцем до 14-ї гренадерської дивізії Ваффен СС (1-ша Галицька). Під час перебування в дивізії «Галичина» його сфотографували на тренуваннях у Мюнхені та Нойгаммері (сучасний Świętoszów). У 1944 році Гунька був залучений до бойових дій проти військ Червоної армії на Східному фронті Другої світової війни.
Після закінчення Другої світової війни в Європі оселився у Великій Британії та вступив до Об'єднання українців у Великій Британії. У 1951 році він одружився з Маргарет Енн Еджертон (1931–2018), а через три роки подружжя емігрувало до Канади, оселившись у Торонто, де виховували двох синів, Мартіна та Пітера, і стали активними в українсько-канадській громаді. Після закінчення технічного коледжу працював в авіаційній промисловості, згодом став інспектором компанії De Havilland.
У 1994 році був спостерігачем на виборах до Верховної Ради України в місті Миколаєві. У 2003 році був делегатом від Конґресу Українців Канади на Світовому Конгресі Українців у Києві.
У 2011 році порівнював ветеранів дивізії «Галичина» з ізраїльтянами, стверджуючи, що обидві групи були гнані зі своєї батьківщини по всьому світу. Станом на 2023 рік Ярослав Гунька жив у Норт-Бей, Онтаріо, і їздив до Великого Садбері, щоб протестувати проти російського вторгнення в Україну того року. Описуючи ситуацію в Україні, Гунька сказав CTV News, що «Руйнування просто неймовірне, але знадобляться роки і роки, щоб її відновити... Але українці переможуть і благослови Господь Україну, і я молюся за це».

### Праці
- Автор спогадів «Моє покоління»[9].
- Секретар головного комітету видавництва II тому «Бережанська Земля».

## Нагороди
- Рішенням сесії Бережанської міської ради від 20.08.2004 №534 присвоєно звання Почесний громадянин міста Бережани[2].
- 21 січня 2007 року нагороджений медаллю «За заслуги» Конґресу Українців Канади[10].
- Рішенням голови Тернопільської обласної ради від 6 лютого 2024 року № 22 «за вагомий особистий внесок у надання допомоги Збройним силам України, активну благодійну і громадську діяльність» нагороджений почесною відзнакою Тернопільської обласної ради «За заслуги перед Тернопільщиною» імені Ярослава Стецька[11].

## Візит до Палати громад Канади
У вересні 2023 року Ентоні Рота, тодішній спікер Палати громад, запросив Ярослав Гуньку відвідати Палату громад Канади та супроводжувати президента України Володимира Зеленського. 22 вересня 2023 року Зеленський і прем'єр-міністр Канади Джастін Трюдо відзначили Гуньку на церемонії в Палаті громад. Рота охарактеризував Гуньку як «українсько-канадського ветерана Другої світової війни, який боровся за незалежність України проти росіян і продовжує підтримувати війська сьогодні, навіть у віці 98 років». Рота похвалив Гуньку, стверджуючи, що «Він український герой, канадський герой, і ми дякуємо йому за всю його службу» Після похвал Роти Палата громад аплодувала Гуньці стоячи; до овації приєдналися Зеленський і його дружина.
Реакція на вшанування Гуньки була здебільшого негативною та викликала міжнародні заголовки. Центр вивчення Голокосту «Друзі Симона Візенталя» засудив дивізію Ваффен СС «Галичина» як «відповідальну за масові вбивства невинних мирних жителів із небаченим рівнем жорстокості та злоби», посилаючись на події у Гуті Пєняцькій у 1944 році.
У заяві, опублікованій 24 вересня, Рота взяв на себе відповідальність за запрошення Ярослава Гуньки на церемонію і заявив, що «я особливо хочу принести свої глибокі вибачення єврейським громадам у Канаді та в усьому світі. Я приймаю повну відповідальність за свої дії» Енн-Клара Вайанкур, прес-секретар Трюдо, назвала вибачення Роти «правильним вчинком» і підкреслила відповідальність Роти за запрошення Гуньки на церемонію.

## Відгуки на подію
26 вересня 2023 міністр освіти Польщі Пшемислав Чарнек заявив, що в разі виявлення документальних підтверджень, його уряд може мати підстави домагатися екстрадиції Гуньки як воєнного злочинця.
Численна література, присвячена документальним дослідженням історії Дивізії, як і давніше спеціальна урядова комісія Канади (1987), не знайшли свідчень прямої причетності «дивізійників» до військових злочинів. Комісія Дешена, зокрема, не виявила підстав для позбавлення громадянства Канади та депортації колишніх членів Дивізії. Більше того, було виявлено інформацію про пряму причетність радянських таємних служб і КДБ СРСР до розпалювання ворожнечі між українцями і євреями через масовані публікації про «проникнення тисяч нацистських злочинців» у США і Канаду (т. зв. Операция «Возмездие»), певні відголоски яких зазвучали і в нинішніх звинувачення проти Ярослава Гуньки.